# 坎普林普保利斯塔
坎普林普是巴西圣保罗州的一个市镇。总面积80.048平方公里，总人口69880人，人口密度873人/平方公里。